# Перелік наукових фахових видань з державного управління
Перелік наукових фахових видань України з державного управління.

## Журнали та збірники наукових праць, що виключені з переліку фахових[1]
- Актуальні проблеми державного управління, педагогіки та психології. Херсонський національний технічний університет.
- Вісник Академії праці, соціальних відносин і туризму. Академія праці, соціальних відносин і туризму.
- Вісник Академії управління МВС. Академія управління Міністерства внутрішніх справ.
- Вісник Чернігівського державного технологічного університету. Серія: економічні науки. Чернігівський державний технологічний університет МОН України.
- Економіка будівництва і міського господарства. Донбаська національна академія будівництва і архітектури МОН України.
- Економіка та держава. Інститут підготовки кадрів державної служби зайнятості України Міністерства праці та соціальної політики України.
- Освіта і управління. ТОВ "Редакція науково-практичного журналу "Освіта і управління" (Академія наук вищої школи України, Українсько-американський гуманітарний інститут «Вісконсінський міжнародний університет (США) в Україні»).
- Публічне управління: теорія та практика. Харківський регіональний інститут державного управління, Асоціація докторів наук з державного управління.
- Статистика України. Державна служба статистики, ДП «Науково-технічний комплекс статистичних досліджень», Національна академія статистики, обліку та аудиту, Національна академія державного управління при Президентові України.
- Стратегічні пріоритети. Національний інститут стратегічних досліджень.
- Управління сучасним містом. Національна академія державного управління при Президентові України.

## Друковані фахові видання
- Актуальні проблеми державного управління. Харківський регіональний інститут державного управління Національної академії державного управління при Президентові України. Державне управління.
- Актуальні проблеми державного управління. Збірник наукових праць Одеського регіонального інституту державного управління Національної академії державного управління при Президентові України. Державне управління.
- Держава та регіони. Серія «Державне управління». Класичний приватний університет. Державне управління.
- Державне управління та місцеве самоврядування. Дніпропетровський регіональний інститут державного управління Національної академії державного управління при Президентові України. Державне управління.
- Збірник наукових праць Донецького державного університету управління. Донецький державний університет управління Міністерства освіти і науки України. Державне управління.
- Науковий вісник Академії муніципального управління, серія «Управління». Академія муніципального управління Міністерства регіонального розвитку та будівництва України. Державне управління.
- Збірник наукових праць Національної академії державного управління при Президентові України. Національна академія державного управління при Президентові України. Державне управління, філософські науки.
- Ефективність державного управління. Львівський регіональний інститут державного управління при Президентові України. Державне управління, економічні науки.
- Теорія та практика державного управління. Харківський регіональний інститут державного управління національної академії державного управління при Президентові України. Державне управління, економіка
- Вісник Національної академії державного управління при Президентові України. Національна академія державного управління при Президентові України. Державне управління, політичні, філософські науки.
- Актуальні проблеми державного управління. педагогіки та психології. Херсонський національний технічний університет.

## Електронні фахові видання
- Демократичне врядування. Науковий вісник Львівського регіонального інституту державного управління Національної академії державного управління при Президентові України. Державне управління і економічні науки.
- Державне будівництво. Харківський регіональний інститут державного управління Національної академії державного управління при Президентові України. Державне управління.
- Державне управління: теорія та практика. Національна академія державного управління при Президентові України. Державне управління.
- Державне управління: удосконалення та розвиток. Рада по вивченню продуктивних сил України НАН України. Державне управління.
- Публічне адміністрування: теорія та практика. Дніпропетровський регіональний інститут державного управління Національної академії державного управління при Президентові Україн. Державне управління.
- Теоретичні та прикладні питання державотворення. Одеський регіональний інститут державного управління Національної академії державного управління при Президентові України. Державне управління.